# Günter Wichert
Günter Wichert (* 20. Mai 1935 in Czyborren, Kreis Johannisburg, Masuren) ist ein deutscher Historiker und Politiker (SPD).

## Leben
Nach dem Besuch der Mittelschule und dem Abitur am Gymnasium in Walsrode studierte Wichert Geschichte, Philosophie und Germanistik an der Freien Universität Berlin und der Georg-August-Universität Göttingen. In Göttingen promovierte er 1969  bei dem Historiker Hermann Heimpel zum Dr. phil. Anschließend war er als wissenschaftlicher Mitarbeiter bei der sozialdemokratischen Fraktion des Niedersächsischen Landtages tätig.
1960 trat er in Walsrode der SPD bei. Wichert wurde bei der Bundestagswahl 1969 in den Deutschen Bundestag gewählt. Innerparteilich setzte der von den Jungsozialisten unterstützte Wichert sich gegen den SPD-Unterbezirksvorsitzenden durch. Wichert gewann mit 47,8 % den Wahlkreis direkt. Im Parlament vertrat er den Wahlkreis Göttingen.
Bei der Bundestagswahl 1972 wurde Wichert erneut in den Deutschen Bundestag im Wahlkreis Göttingen gewählt und erzielte mit 52,2 % das beste Ergebnis eines Sozialdemokraten in diesem Wahlkreis.
1972 wurde Wichert in den Vorstand des Bezirks Hannover der SPD gewählt, dem er auch 1975 noch angehörte. Dem Bundestag gehörte er bis zu seiner Mandatsniederlegung am 10. September 1974 an. Wichert amtierte von 1974 bis 1976 als Staatssekretär im Niedersächsischen Ministerium für Wissenschaft und Kunst. Von 1982 bis 2000 leitete er die Landeszentrale für politische Bildung Nordrhein-Westfalen in Düsseldorf.